# Nyárszó
Nyárszó (románul Nearșova) falu Romániában Kolozs megyében.

## Fekvése
Bánffyhunyad (románul Huedin) és Körösfő (románul Izvolul Crișului) között található a főúthoz közel.

## Első említése
Az oklevelek 1391-ben királyi birtokként említik. 1839-ben Nyárszósz, Nyárszova, 1863-ban Nyárszová néven találjuk.

## Története
Királyi adományként került Sebesvárhoz, és a 14. század végéig a vár tartozékaként szerepel, 15. századtól a Bánffy család birtoka. Katolikus lakossága reformátussá lett és előbb Kalotadámos leányegyháza, majd önálló gyülekezet lett. 1850-ben 262 lakosa közül 188 magyar és református. 1992-ben 204 lakosa közül 172 a magyar akik négy pünkösdista kivételével reformátusok.
A trianoni békeszerződésig Kolozs vármegye Bánffyhunyadi járásához tartozott.

## Látnivaló
1729-ben épült református templomát 1885-ben átalakították. Festett mennyezeti kazettái nincsenek, de a padok és a karzat, valamint a feljárók mellvédjén jól láthatóak a régi festett virágmotívumok.
Orgonája 1881-ben készült a hívek adakozásából.